# الرومانية الكاثوليكية في فرنسا

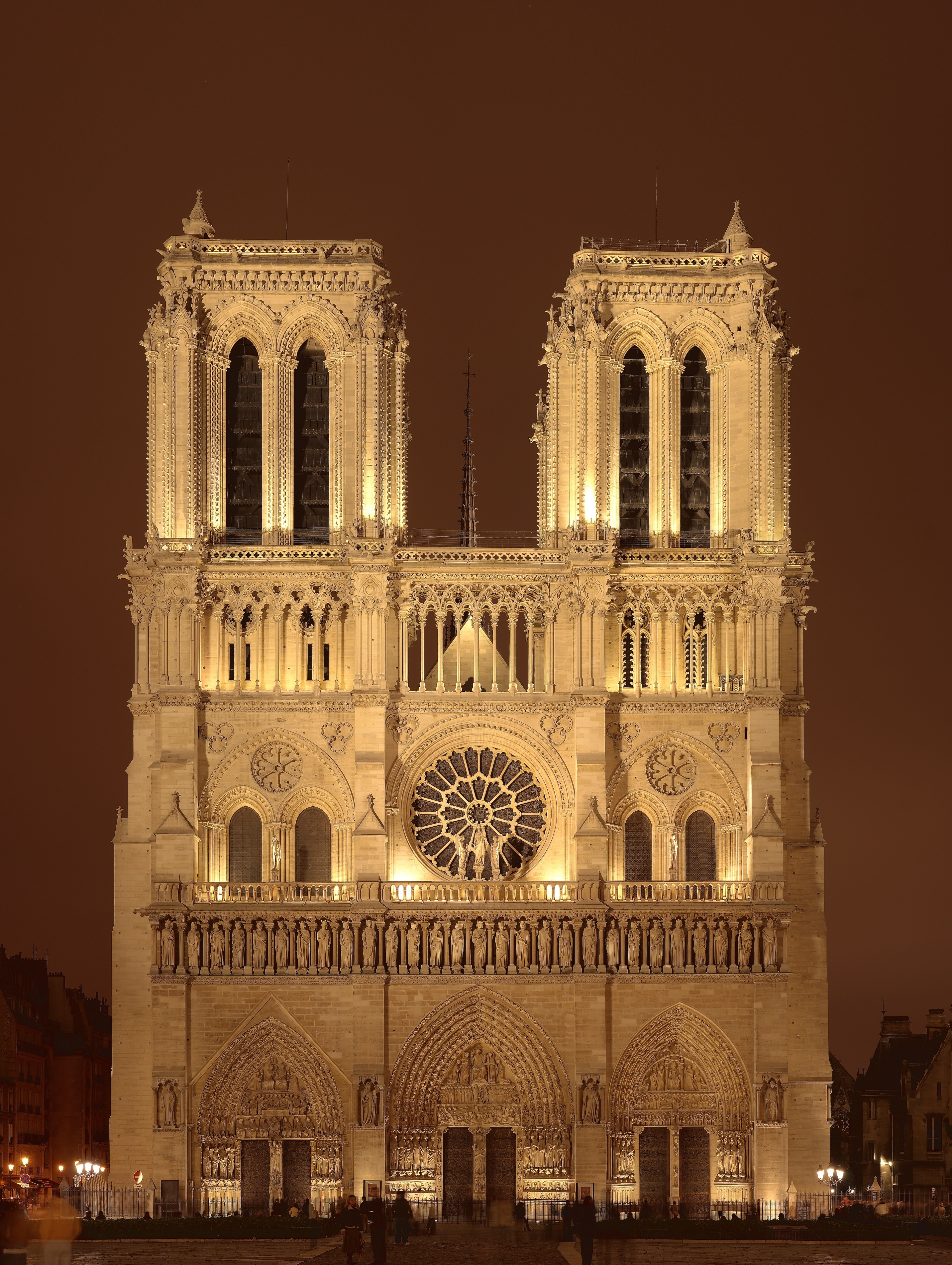
كاتدرائية نوتردام، باريس: مركز الحياة الدينية في المدينة.

المسيحية هي أكبر ديانة في فرنسا ويأتي في المقدمة المسيحيين الكاثوليك والذي بلغت نسبتهم سنة 2006 حوالي 65% من سكان فرنسا. بالمقابل بحسب دراسات أخرى تبلغ نسبة الكاثوليك في فرنسا 88% وتتضمن هذه النسبة الكاثوليك الإسميين والكاثوليك الملحدين.
أعتُبرت فرنسا تاريخيًا حامية الكاثوليكية من خلال أسرة بوربون والملكيّة في فرنسا، وأعُتبرت تاريخيًا «الابنة الكبرى» للكنيسة الرومانية الكاثوليكية، كما ووصل رجال دين مناصب هامة وخطيرة في الدولة الفرنسية مثل الكاردينال ريشيليو الذي كان وزير الملك الفرنسي لويس الثالث عشر والكاردينال جول مازاران وكان رئيس الوزراء في عهد لويس الرابع عشر. شهدت الكنيسة مع الثورة الفرنسية تحولًا جذريًا في وضعها الكنيسة، وعلى الرغم من تضعضع قوة الكنيسة بعد الثورة الفرنسية الاّ أنّ البعثات التبشيرية الفرنسية شهدت نشاط كبير في المستعمرات الفرنسية.
تعتبر الهندسة المعمارية الكاثوليكية في فرنسا غنية أيضاً ومثيرة للإعجاب، فهناك كنائس وكاتدرائيات والتي تعتبر جزء هام للثقافة الفرنسية مثل كاتدرائية نوتردام في باريس وكاتدرائية شارتر بالإضافة إلى عدد من المواقع المقدسة منها على سبيل المثال لورد والتي تستقبل حوالي خمسة ملايين حاج كل عام، وداخل فرنسا فقط باريس تحتوي عدد فنادق أكثر من مدينة لورد. كما وتملك الكنيسة الكاثوليكية اليوم شبكة واسعة من المدارس والجامعات والمستشفيات وغيرها من المؤسسات.
أنجبت فرنسا العديد من القديسين الكاثوليك ومن بين الأكثر شهرة في العالم المسيحي تريزا الطفل يسوع، والقديس إيرينيئوس، وجان دارك، وبرناديت سوبيروس، والملك لويس التاسع، والقديس فنسنت دي بول، والقديسة كاترين لابوريه وبرنارد من كليرفو.